# Luis Jaime Cisneros
 (janvier 2018).
Si vous disposez d'ouvrages ou d'articles de référence ou si vous connaissez des sites web de qualité traitant du thème abordé ici, merci de compléter l'article en donnant les références utiles à sa vérifiabilité et en les liant à la section « Notes et références ».
Luis Jaime Cisneros Vizquerra, né le 28 mai 1921 à Lima (Pérou) et mort dans la même ville (dans le district de San Isidro) le 20 janvier 2011, est un poète et linguiste péruvien qui a notamment était professeur à l'Université nationale principale de San Marcos et à l'Université pontificale catholique du Pérou.

## Biographie

### Jeunesse et formation
Luis Jaime Cisneros est le fils du journaliste et diplomate Luis Fernan Cisneros Bustamante et de Esperanza Vizquerra Oquendo. Il est également le frère aîné de Luis Federico Cisneros Vizquerra et le petit-fils de Luis Benjamin Cisneros. Il a quatre ans lorsque ses parents partent en exil à Buenos Aires en Argentine. C'est là qu'il grandit. Il entame des études de philologie et de médecine à l'université de Buenos Aires avant de retourner au Pérou en 1947. A Lima, il suit des cours à l'Université nationale principale de San Marcos ou il effectue un doctorat de littérature.

### Carrière
Ses études terminées, il se consacre à l'enseignement et à la recherche. Devenu professeur, il retourne à l'Université nationale principale de San Marcos pour y enseigner. En 1948, il accède à l'Université pontificale catholique du Pérou. En 1956, il participe à la fondation du Parti démocrate-chrétien du Pérou. Il découvre l’Uruguay et le Venezuela en 1965. Cette même année, il devient membre de l'Académie péruvienne de la langue. Trois ans plus tard, il part travailler dans les diverses universités de Cologne en Allemagne. De 1969 à 1971, il est le doyen de la Faculté des arts et des sciences humaines à l'Université pontificale catholique du Pérou dans les domaines de la philologie, de la stylistique et de la philosophie du langage. En 1975, il part enseigner à Strasbourg. Il y restera un an.
De 1976 à 1978, il est le directeur du journal La Prensa. Le Pérou est alors dirigé par le président Francisco Morales Bermudez Cerruti. En 1981, il fonde le journal El Observador et en assure la gestion jusqu'en 1983. Il est également directeur de la revue linguistique et littéraire Lexis. Durant la présidence de Fernando Belaunde Terry, il dirige le journal El Observer. A la même époque, son frère cadet Luis Federico occupe des fonctions politiques importantes et lutte contre le actes terroristes perpétrés par le Sentier Lumineux.
Luis Jaime Cisneros devient le président de l'Académie péruvienne de la langue en 1991. Il le reste jusqu'en 2005. Il est également membre de l'Académie royale espagnole, de l'Académie nord-américaine de la langue espagnole et de l'Académie nationale des lettres de l'Uruguay. Sa dernière apparition publique se tient à l'Université pontificale catholique du Pérou le 3 septembre 2010. Il souffre alors d'un cancer.
Il décède à San Isidro le 20 janvier 2011 à l'âge de 89 ans après avoir été admis à la clinique Ricardo Palma,. Le gouvernement d'Alan Garcia exige qu'il soit honoré de funérailles nationales

### Vie privée
Luis Jaime Cisneros a épousé l'historienne Sara Hamann Carillos en 1958. Le couple a eu quatre enfants : Luis, Cecilia, Sara et Ignacio.

## Œuvres

### Traduction
- 1984 : Trois poètes romantiques : Gonçalves Dias, Castro Alves et Sousândrade

### Anthologies
- 1955 : Textes littéraires
- 1957 : Textes littéraires, deuxième série
- 1957 : Conteurs modernes et contemporains
- 1964 : Problèmes linguistiques. En collaboration avec José Luis Rivarola.
- 1964 : Traditions péruviennes
- 1966 : Plus de traditions péruviennes
- 1974 : Problèmes linguistiques, deuxième série
- 1985 : Traditions péruviennes : sélection et étude
- 1985 : Romantisme espagnol et latino-américain

### Études linguistiques
- 1957 : Forme de relief en espagnol moderne
- 1958 : Le style et ses limites
- 1959 : Langue et style

### Textes universitaires
- 1953 : Langues : cours universitaires
- 1960 : Langue espagnole (première année)
- 1960 : Langue espagnole (deuxième année)
- 1969 : Langue et enseignement
- 1991 : Le fonctionnement de la langue

### Critiques littéraires
- 1965 : Mariano Melgar José Galvez
- 1966 : Juan del Valle et Caviedes
- 1987 : José Galvez
- 2005 : Apologétique en faveur de Don Luis de Gongora

### Éducation
- 1994 : Université : défi pour le 21ème siècle. Leçon inaugurale de l'année académique 1994
- 2002 : Langues, lois et religion : religion et apparence
- 2009 : Salle de classe ouverte

### Mémoires
- 2000 : Mes emplois et jours

### Hommages
- 1981 : Hommage à LJC. Par le magazine Lexis
- 1998 : De la salle de classe : Hommage à Luis Jaime Cisneros. Par l'Université Pontificale Catholique du Pérou.
- 2001 : Hommage à Luis Jaime Cisneros. Discours d'hommage 1998. Par l'Université Pontificale Catholique du Pérou.
- 2002 : Hommage à Luis Jaime Cisneros. Par l'Université Pontificale Catholique du Pérou.

### Divers
- 1996 : Théologie, événement, silence, langage. En collaboration avec Gustavo Gutierrez Merino.
- 1998 : Langue, littérature. En collaboration avec Maria Cecilia Cisneros et Aberlado Oquendo.

## Distinctions
Luis Jaime Cisneros est nommé Grand-croix de l'Ordre du Soleil en 2006. Il reçoit également de nombreux prix nationaux :
- En 1948, Prix national de la culture en critique.
- A deux reprises, en 1956 et 1963, Prix de la culture en pédagogie.

Il devient docteur honoraire de l'Université technique de Cajamarca et professeur honoraire des universités d'Arequipa, de San Luis Gonzaga d'Ica et de l'Université nationale Jorge Basadre de Tacna.